# 太原日语专科学校
太原日语专科学校是抗日战争期间存在于山西太原的一所学校。

## 历史沿革
1943年秋，伪山西省政府与华北日语普及协会创立太原日语专科学校，校址位于现在西缉虎营山西省政协院内，学制三年。
1944年7月31日，该校由华北日语普及协会交予伪山西省政府管理，改为省立学校。
1945年日本投降后，学校停办。